# 三条公富
三条 公富（さんじょう きんとみ）は、江戸時代前期の公卿。左大臣・三条実秀の子。官位は従一位・右大臣。三条家21代当主。号は唯心院。主に明正天皇（109代）・後光明天皇（110代）・後西天皇（111代）・霊元天皇（112代）の四代に亘って仕えた。

## 経歴
寛永4年（1627年）、従五位上に叙爵してから清華家嫡男として速いスピードで昇進し、寛永14年（1637年）左近衛中将に叙されると共に元服。寛永16年（1639年）には従三位権中納言となり公卿に列した。権大納言・踏歌節会外弁・右近衛大将などを歴任。
明暦2年（1656年）、内大臣に叙せられ、万治元年（1658年）まで務めた。寛文4年（1664年）に右大臣に任ぜられるも翌年辞職。寛文12年（1672年）に従一位を授与された。

## 系譜
- 父：三条実秀
- 母：日野資勝の娘
- 妻：勝 - 宗義成の娘
- 生母不詳の子女
  - 男子：三条実治
  - 女子：法雲院 - 山内豊昌側室
  - 女子：宗義真養女 - 永井直時継室